# Ингуз
| Название                  | Пра- германское            | Древне- английское         |
| ------------------------- | -------------------------- | -------------------------- |
| Название                  | *Ingwaz                    | Ing                        |
| Форма                     | Старший футарк             | Футорк                     |
| Форма                     |                            |                            |
| Unicode                   | \| ᛜ U+16DC \| ᛝ U+16DD \| | \| ᛜ U+16DC \| ᛝ U+16DD \| |
| Транслитерация            | ŋ                          | ŋ                          |
| Транскрипция              | ŋ                          | ŋ                          |
| МФА                       | [ŋ]                        | [ŋ]                        |
| Позиция в руническом ряду | 22                         | 22                         |
| ᛜ U+16DC                  | ᛝ U+16DD                   |                            |

И́нгуз или И́нгваз (ᛜ или ᛝ) — двадцать вторая руна старшего футарка.
На письме обозначает звукосочетание [ŋg], присущее германским языкам и записываемое в латинице диграфом ng. Так же может означать просто звук [ŋ] или звукосочетание [ng]. Обычно транслитерируется как ng, редко ŋ.
Название руны в старшем футарке происходит от пра.-герм. *Ingwaz или *Inguz, что означает имя германского бога плодородия Ингви-Фрейра (одно из его имен).
В англосаксонском футарке называется Ing и обычно чертится как ᛝ, тогда как в старшем футарке ᛜ.
Стоящие за этой руной понятия связаны с плодородием, посевами, зачатием.

## Упоминания в рунических поэмах[1]
| Руническая поэма                 | Оригинал | Перевод |
| -------------------------------- | --- | --- |
| Англосаксонская руническая поэма | Ing was ærest · mid East Denum gesewen secgum · oþ hé siþþan eft ofer wæg gewát; · wægn æfter ran; þus heardingas · þone hæle nemdon. | Инг был первым среди восточных данов увиденный людьми, пока он вновь по волнам удалился, колесница следом мчалась. Так храбрецы его героем именуют. |